# Georgia May Jagger
Georgia May Ayeesha Jagger, född 12 januari 1992 i London, är en brittisk fotomodell och dotter till fotomodellen Jerry Hall och Rolling Stones-sångaren Mick Jagger. Under 2008 skrev hon kontrakt med Independent Models. Sedan dess har Jagger gjort kampanjer för bland annat Versace och H&M. 2009 skrev hon kontrakt med kosmetikföretaget Rimmel.